# Mountelgonia abercornensis
Mountelgonia abercornensis is een vlinder uit de familie van de Metarbelidae. De wetenschappelijke naam van de soort is voor het eerst gepubliceerd in 2013 door Ingo Lehmann.
De spanwijdte bedraagt 25 millimeter.
De soort komt voor in Zambia en is voor het eerst ontdekt in Mbala.